# Вои (город)
Вои (суахили  Voi) — город в Кении, в Прибрежной провинции.

## История
Город развивался как торговый пост между народом таита, другими племенами Кении и арабами. Особенно быстро Вои стал расти в конце XIX века в связи со строительством Угандийской железной дороги. Тогда многие люди предпочли мигрировать сюда для работы на железной дороге и местных предприятиях.

## География
Расположен на западной оконечности пустыни Тару, к югу и западу от национального парка Восточный Цаво, в месте пересечения железной дороги соединяющей Найроби и Момбасу и ветки, идущей на юг, в Танзанию. Холмы Сагала находятся к югу от города.

## Население
По данным на 2012 год население города составляет 22 647 человек, по данным переписи 1999 года оно составляло 16 863 человека.